# بنتلی اسپید سیکس
بنتلی اسپید سیکس (به انگلیسی: Bentley Speed Six) خودرویی است که در سال‌های ۱۹۲۶ تا ۱۹۳۰ توسط شرکت بنتلی تولید شده‌است.
این خودرو در کلاس خودروهای لوکس قرار گرفته است.

## نگارخانه

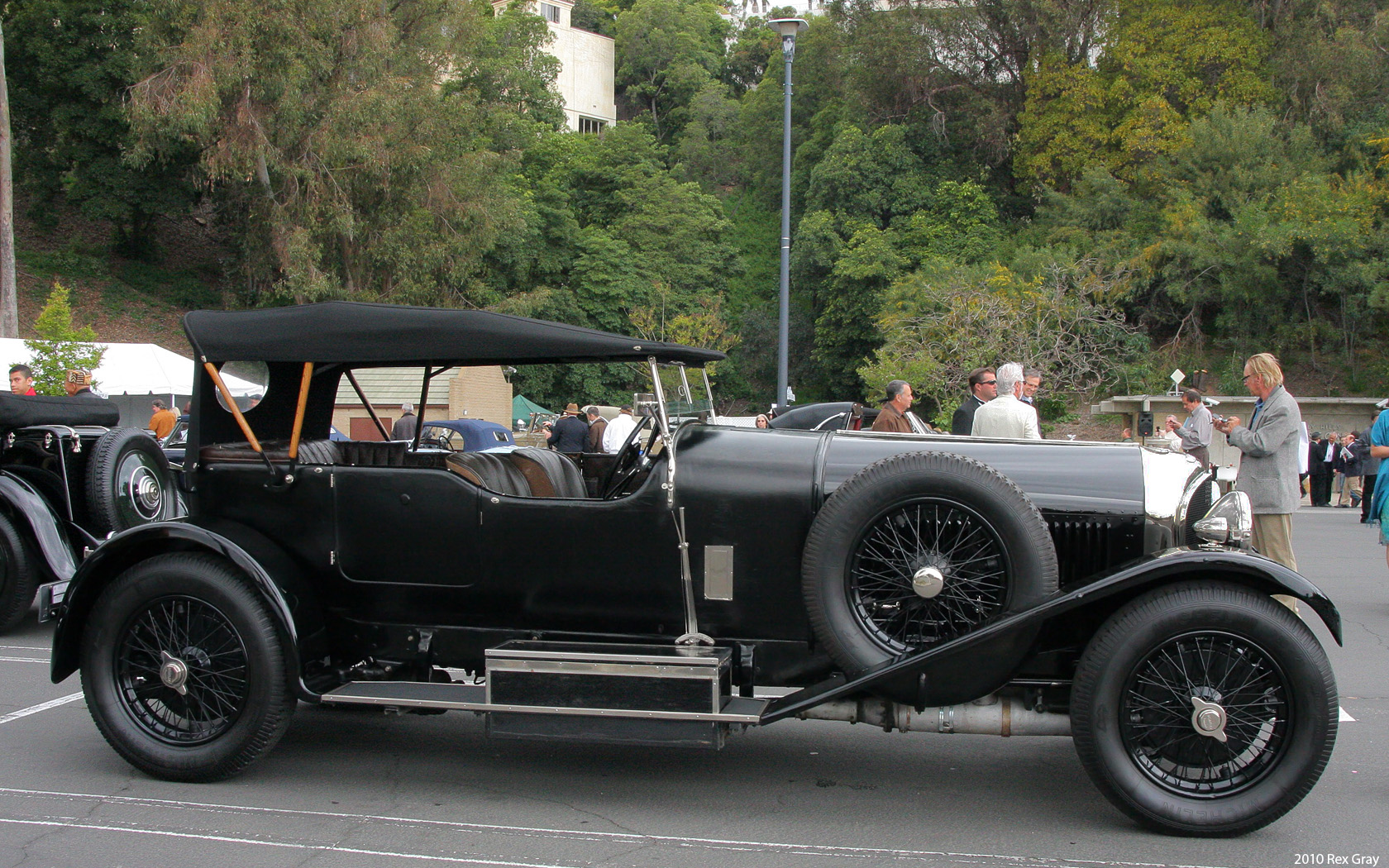
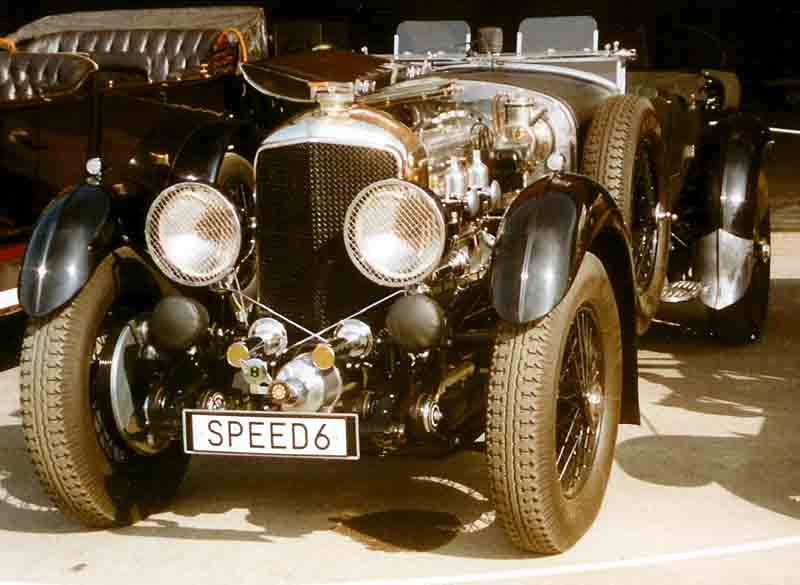
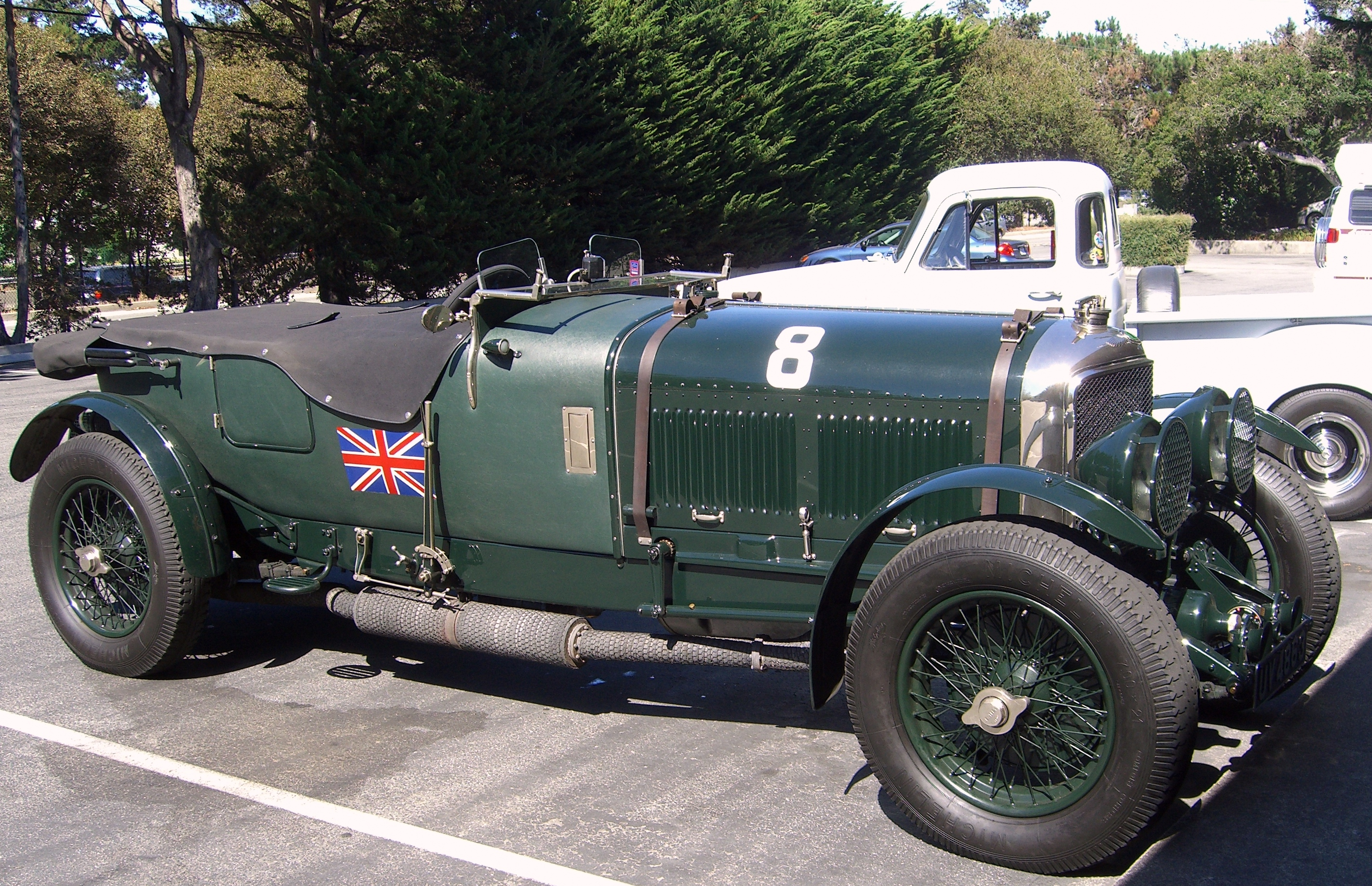
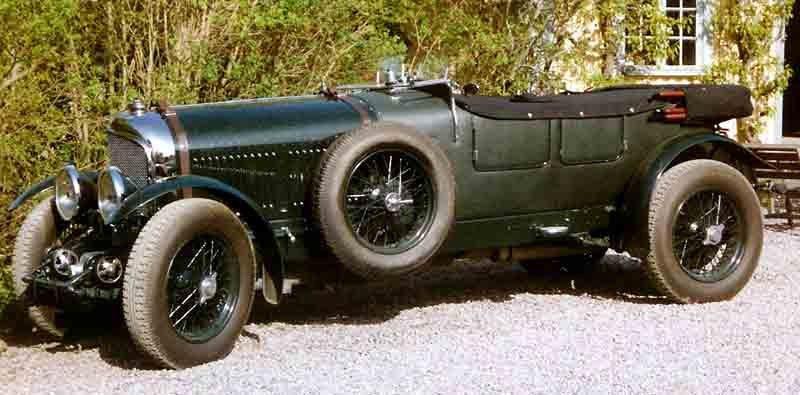
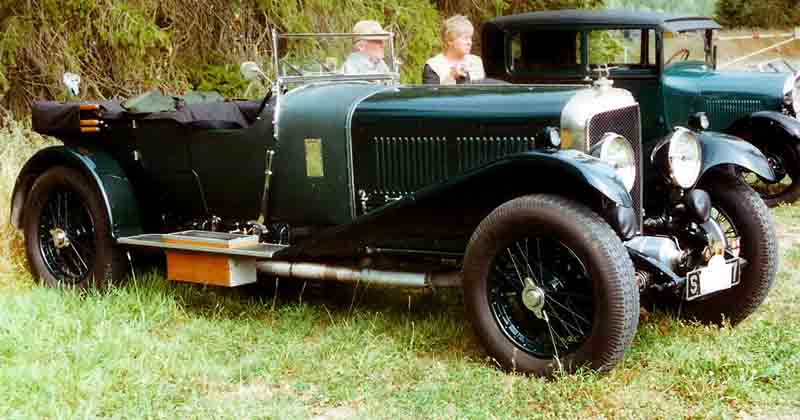